# Barbus bynni
Barbus bynni és una espècie de peix cipriniforme de la família dels ciprínids.

## Subespècies
- Barbus bynni bynni (Forsskål, 1775)
- Barbus bynni occidentalis (Boulenger, 1911)
- Barbus bynni waldroni (Norman, 1935)

## Distribució geogràfica
Es troba al riu Nil.